# 貝田康則
貝田 康則（かいだ やすのり、1964年5月12日 - ）は、日本の実業家。ホテルニューオータニ幕張総支配人、株式会社ニュー・オータニ取締役。

## 人物・経歴
1964年5月12日生まれ。東京都出身。立教大学卒業。1987年4月、株式会社ホテルニューオータニ（現・株式会社ニュー・オータニ）に入社。
2003年5月、ホテルニューオータニ幕張バンケット＆ブライダルコーディネーション課長、2007年10月、ホテルニューオータニ（東京）のバンケットサービス課長。
2015年6月、株式会社ニュー・オータニ執行役員、2020年6月、同社取締役・ホテルニューオータニ(東京) 副総支配人に就任。
2023年6月、同社取締役・ホテルニューオータニ幕張総支配人に就任。